# 长崎屋
长崎屋（日语：／ Nagasakiya），又稱Sun Bird长崎屋（英語：サンバード長﨑屋），是日本一家以经营服装为主的连锁商店。曾经是在全国都有分店的流通业界的大企业，但是在1990年3月18日在尼崎分店发生的火灾事件，加上日本泡沫经济崩溃的影响，包括关联企业和非生产部门整体的经营业绩恶化。2000年2月份，申请《企业复苏法》破产保护，事实上的破产了。之后半数以上的店铺关闭，下属公司被清算，位于东京中央区东日本桥的总公司大楼也转卖了出去。在各种企业复苏计划中，于2002年2月和印刷电路板制造商“京田（Kyoden）”集团（包括“shop99”和“99plus”下属公司）达成了作为赞助商支援长崎屋复苏计划的意向。同年八月，接受第三方增资，成为了连结子公司。现在总公司位于千叶县市川市南八幡四丁目9-1的本八幡分店大楼。

## 沿革
- 1907年，岩田孝八在神奈川县平冢市创立了长崎屋被褥店。
- 1948年1月，长崎屋被褥店有限公司成立。
- 1952年3月，企业更名为长崎屋有限公司，总公司迁至东京都中央区。
- 1990年3月18日，尼崎分店发生火灾，造成15人死亡。
- 2000年2月13日，向东京地方法院申请企业复苏法破产保护。
- 2000年5月19日，复苏手续开始，选任会长桥本浩为财务监管人。
- 2002年6月30日，复苏计划被批准。

## 分店（部分店面只经营服装）
- 北海道
  - 旭川，小樽，带广，苫小牧，中标津，西带广，函馆，室兰中央，室兰中岛，钏路
- 东北部
  - 秋田，岩城，仙台台原，仙台Bypass，八户
- 关东北部
  - 宇都宫，黑矶，桐生，沼田，荒川冲，胜田，上水户，下馆，新治（茨城），龙龙崎
- 关东南部
  - 浦和，北鸿巢，莲田，三乡，柏，本八幡，八千代台，千城台，四街道，成东，平冢，小田原，沟口，上大冈
- 东京
  - 瑞江，立石，八王子，町田，小金井
- 中部地区
  - 柏崎，金泽，静冈濑名，长野，新津，浜松可美
- 近畿地区
  - 市冈，岸和田，瓢箪山，御影，加古川